# Parque nacional Cerro Castillo

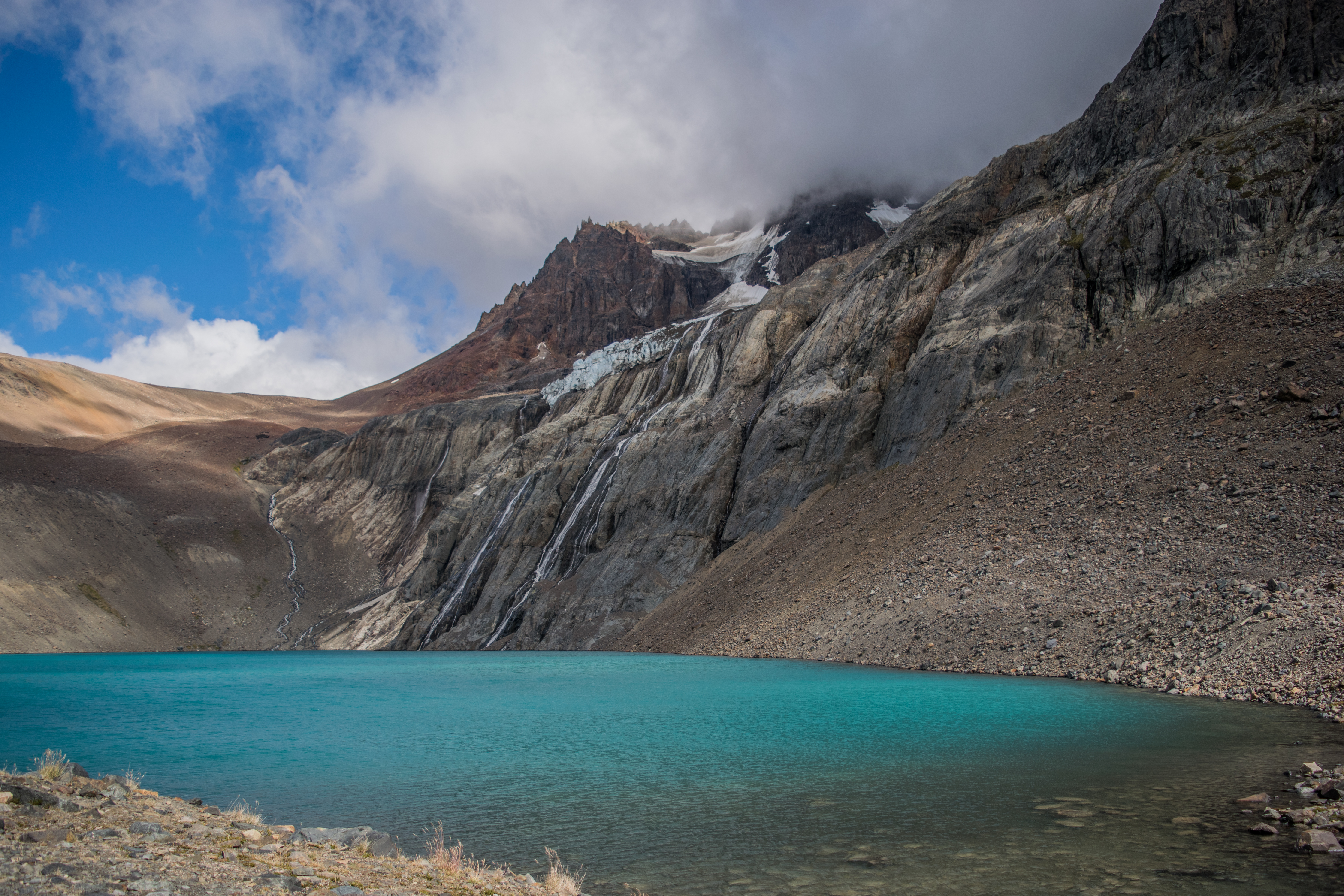
Laguna Cerro Castillo

El Parque nacional Cerro Castillo es un área silvestre protegida de la Patagonia chilena, ubicado en la región de Aysén y distribuido entre las comunas de Coyhaique y Río Ibáñez. Corresponde a un lugar de especial protección por su belleza escénica y por tener como uno de sus principales habitantes a una de las mayores poblaciones de huemules, ciervos cuya conservación se encuentra en estado crítico.
Su primera protección oficial fue al crearse la Reserva Forestal Cerro Castillo, el 19 de junio de 1970, durante el gobierno del presidente Eduardo Frei Montalva. El área fue posteriormente categorizada como parque nacional el año 2017, por la presidenta Michelle Bachelet, dentro del acuerdo entre el Estado de Chile y la Fundación Tompkins Conservation, para la creación de la denominada "Ruta de los Parques de la Patagonia".
La unidad comprende 143 502 hectáreas, y tiene como objetivo de protección general la preservación de una muestra de los ecosistemas de carácter subantártico patagónico, asegurando su biodiversidad y sus procesos evolutivos. Se encuentra ubicado en una zona de atractiva belleza escénica, dividida en tres sectores, los que bordean lagos y ríos. Contiene en su interior glaciares y cadenas montañosas, las que se encuentran cubiertas por grandes extensiones de bosques. Dentro de este parque nacional se encuentran varias cumbres montañosas, entre las que destaca el cerro que le da el nombre al Parque -con 2318 m s. n. m.-, y el cerro Las Cuatro Cumbres -2273 m s. n. m.-.
En su sector más grande, esta área silvestre es atravesada por la Carretera Austral, hasta alcanzar el denominado Portezuelo Ibáñez, divisoria entre las cuencas de los ríos Aysén -al norte- y Baker -al sur-. El parque nacional está ubicado a 57 km al sur de la ciudad de Coyhaique -capital de la Región de Aysén-. Otras localidades cercanas corresponden a Balmaceda y su aeropuerto (35 km al norte), Puerto Ingeniero Ibáñez (30 km al sur, a la orilla del Lago General Carrera) y la Villa Cerro Castillo, casi colindante de sus límites. El Parque cuenta con zonas de acampada y senderos para realizar trekking, montañismo y escalada deportiva, siendo objeto de un especial interés turístico.
El año 2021, el periódico The New York Times destacó a Cerro Castillo como uno de los destinos turísticos más destacados para visitar el año 2022, reconociendo especialmente el trabajo realizado por el Servicio Agrícola y Ganadero, CONAF y la Fundación Rewilding Chile en la conservación del huemul.

## Historia
El 19 de junio de 1970, durante el gobierno del presidente Eduardo Frei Montalva, se estableció la Reserva forestal Cerro Castillo, con el objeto de preservar y regular el aprovechamiento de los recursos forestales en terrenos fiscales forestales y conservar la belleza del paisaje. Según su decreto de creación, esta comprendía un total de 179.550 hectáreas, las cuales fueron reducidas en mayo de 1983, al desafectarse terrenos con ocupantes o bajo presión de uso.
En marzo de 2017 el Gobierno de Chile suscribió un acuerdo con la Fundación Tompkins Conservation Chile, vinculada con el conservacionista Douglas y Kris Tompkins, para establecer la denominada "Ruta de los Parques de la Patagonia". Dentro de este acuerdo se contempló el cambiar la categoría de protección de varias reservas -entre ellas Cerro Castillo-, para categorizarlas como parques nacionales, al mismo tiempo de recibir una donación de terrenos para aumentar y establecer nuevas áreas protegidas.
En este marco, el 27 de julio de 2017, la presidenta Michelle Bachelet firma el decreto del Ministerio de Bienes Nacionales de Chile que establece el Parque nacional Cerro Castillo y le entrega su administración a la Corporación Nacional Forestal (CONAF).

## Administración
El terreno que comprende el Parque nacional Cerro Castillo corresponden a inmuebles del Estado de Chile, siendo administrado por la Corporación Nacional Forestal, entidad pública encargada de la gestión de la mayoría de las áreas silvestres protegidas de ese país.
El tramo que es recorrido por la Carretera Austral se encuentra abierto de forma permanente, salvo algunos cierres temporales en época invernal, producto de nevadas en las zonas más altas. La zona cuenta con restricción especial de velocidad en áreas de circulación de huemules, para evitar accidentes.

### Visitantes
Este parque recibe una cantidad adecuada de visitantes chilenos y extranjeros cada año.
| Año         | 2012 | 2013 | 2014 | 2015 | 2016 | 2017 | 2018 | 2019  | 2020 | 2021 | 2022  | 2023  | 2024  |
| ----------- | ---- | ---- | ---- | ---- | ---- | ---- | ---- | ----- | ---- | ---- | ----- | ----- | ----- |
| Chilenos    | 1017 | 2358 | 1644 | 1869 | 3752 | 1801 | 3307 | 8673  | 4760 | 5752 | 10605 | 6478  | 7772  |
| Extranjeros | 558  | 535  | 479  | 868  | 1397 | 1188 | 2488 | 4677  | 2257 | 304  | 2994  | 4761  | 6135  |
| Total       | 1575 | 2893 | 2123 | 2737 | 5149 | 2989 | 5795 | 13350 | 7017 | 6056 | 13599 | 11239 | 13907 |

## Geografía
El parque nacional Cerro Castillo se distribuye en tres sectores separados entre ellos, compuesto a su vez por varios predios ubicados entre las comunas de Coyhaique y Puerto Ibáñez, en las provincias de Coyhaique y General Carrera, respectivamente.

#### Sectores

##### Lago Elizalde
La primera sección corresponde al denominado "Lago Elizalde", de 10.510 hectáreas, delimitado al norte por la ribera sur del cuerpo de agua que le da nombre, así como el río Paloma por el suroeste y, al este, por el camino X-686 que une Villa Frei con el lago Caro.

##### Lago La Paloma
El área denominada "Lago La Paloma" tiene una superficie de 14 085 h.. Limita al oeste con la ruta X-686, al este con el camino X-696, y al sur con los lagos La Paloma, Azul y El Desierto.

##### Cerro Castillo
Por su parte, el área denominada "Cerro Castillo" comprende la parte más grande del parque. Con más de 118.000 hectáreas, esta se distribuye al sur de los lagos La Paloma, Azul y Desierto, siguiendo desde ahí varias cumbres hasta la frontera entre Chile y Argentina, en las proximidades del pueblo de Balmaceda.
Al suroeste, esta zona deslinda con la frontera hasta las cercanías del paso fronterizo Pallavicini, colindante con el pueblo de Puerto Ibáñez, a la orilla norte del Lago General Carrera. En su límite sur, este llega a los pies del cordón montañoso que le da nombre, hacia la cuenca del río Ibáñez, siguiendo la Carretera Austral hasta que ella se interna en el parque, en la llamada "Cuesta del Diablo".

### Clima

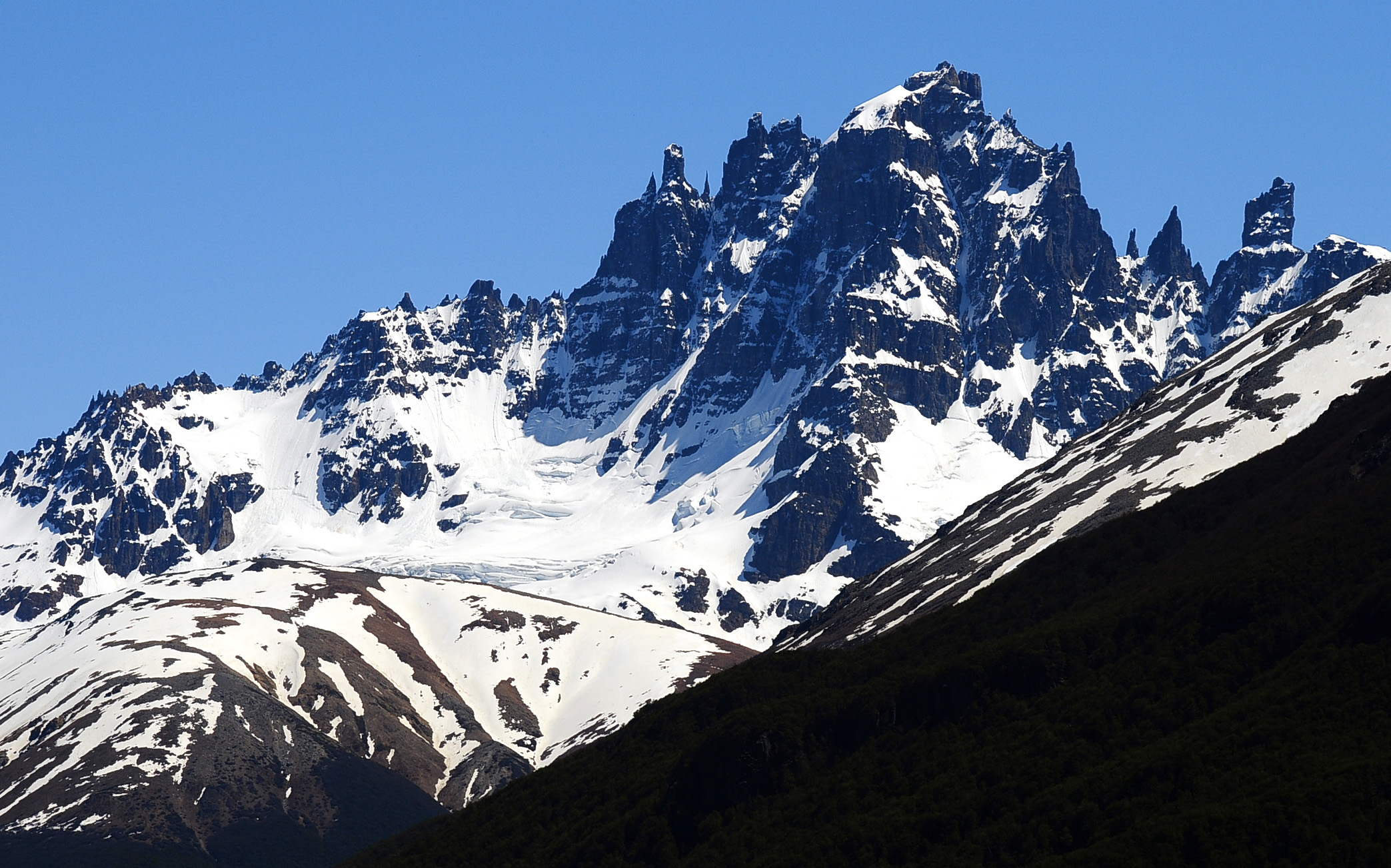
Cerro Castillo

Existe una tendencia al clima de estepa fría y continental andino con degeneración esteparia, abarcando una gran parte de la vertiente de la cordillera de los Andes, con una temperatura muy baja y nieve en el invierno.

### Hidrografía
El cordón cordillerano de Cerro Castillo, área donde se extiende la principal zona del parque, constituye la divisoria de aguas entre las cuencas de los ríos Aysén y Baker. En el caso de la cuenca Aysén, esta tiene a su vez las subcuencas de los ríos Riesco y Simpson. Por su parte, el río Baker aporta las subcuencas Ibáñez y Lago General Carrera.

### Sitios y actividades de interés

#### Dentro del Parque

##### Macizo de Cerro Castillo
Dentro del Parque Nacional se puede realizar la observación del macizo de Cerro Castillo, de gran altura y reconocida belleza escénica, la que se puede hacer desde los miradores ubicados en la Carretera Austral, especialmente desde el sector denominado "Cuesta del Diablo" en el límite sur del área protegida.

##### Senderismo
El parque nacional Cerro Castillo cuenta con varios senderos para realizar caminatas. Uno de los más reconocidos es el denominado "Las Horquetas", que atraviesa el cajón de mismo nombre hasta la base del Cerro Castillo. En algunos casos se requiere el pago de derechos de ingreso y algunos de los tramos atraviesan campos particulares fuera del parque.

#### Paredón de las Manos de Cerro Castillo
Ubicado a 3,5 kilómetros de Villa Cerro Castillo, fuera del Parque Nacional, se encuentra el Paredón de las Manos de Cerro Castillo, en la cercanía de la Escuela antigua, monumento nacional. Consiste en una pared rocosa de 35 metros con vestigios realizados por los tehuelches con manos de adultos y niños.

## Ecología

### Flora
El parque nacional Cerro Castillo tienes dos formaciones vegetales de gran importancia, los bosques Caducifolios de Aysén, compuesto principalmente de lenga, y los Bosques Siempreverde Montano cuyo principal especie es el Coigüe de Magallanes. En las áreas más próximas al deslinde oeste del Parque, hacia su límite con Argentina, se aprecia la estepa Patagónica.
Con respecto a la flora, se identifican dos regiones ecológicas: Bosques Andinos Patagónicos, y Bosque Siempreverde y de las Turberas, donde destacan especies como lenga, ñire, coigüe de Magallanes, chilco, ciruelillo, calafate, chaura, frutilla del diablo, algunos capachitos o calceolarias y en sectores más secos es posible encontrar orquídeas.

### Fauna

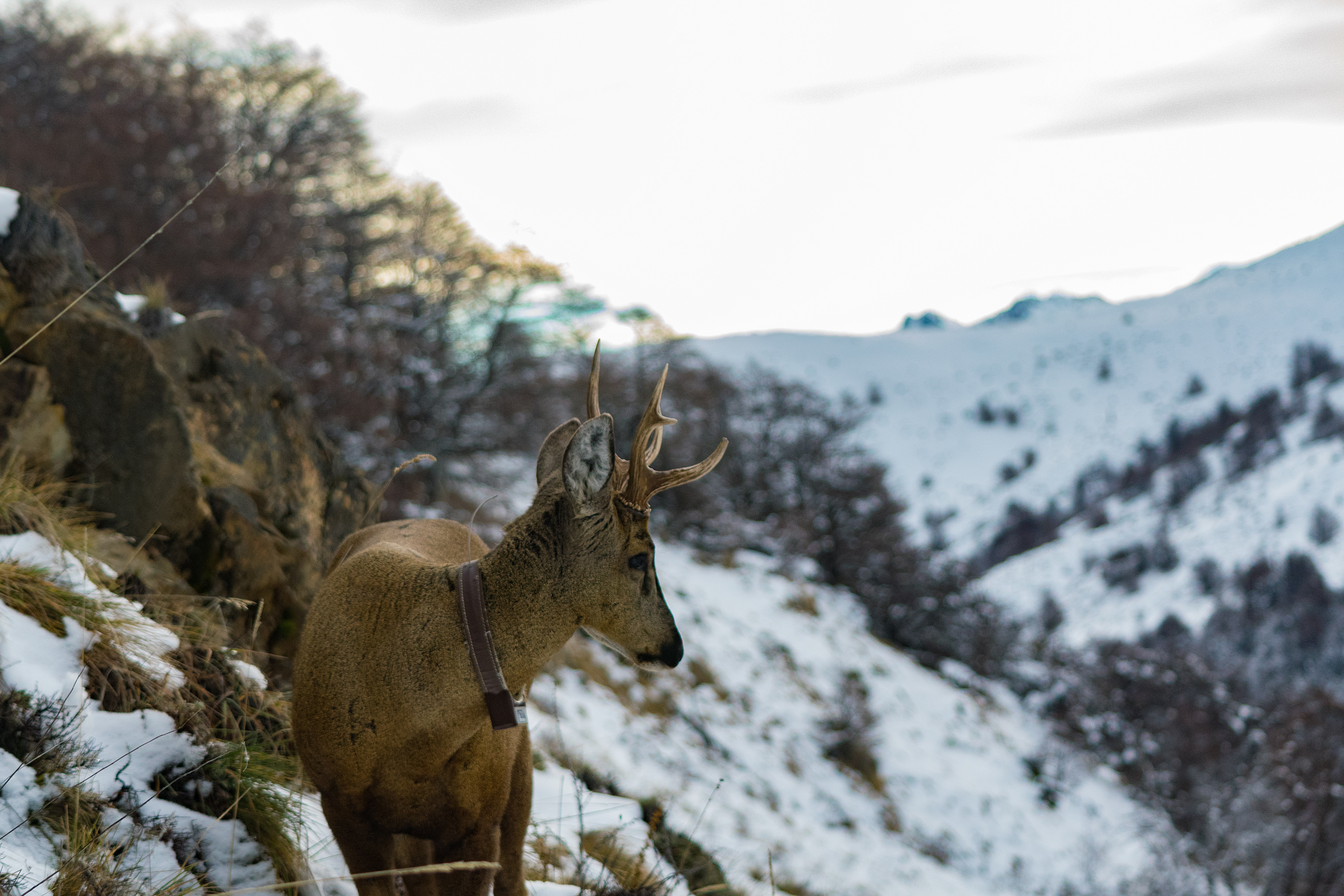
Un huemul en el Parque nacional Cerro Castillo.

El parque nacional Cerro Castillo constituye uno de los cinco santuarios de la región de Aysén para proteger al huemul, un cérvido endémico de Chile que se considera el "animal nacional" y es parte del escudo de Chile. Quedan pocos ejemplares y debido a su timidez es menos frecuente observarlos dentro de la reserva. Otros mamíferos hay en la zona como el chingue y el zorro gris.
En la laguna Chiguay se ha encontrado al anfibio Atelognathus salai, cuyo estado de conservación es vulnerable, por lo cual se prohíbe el acceso de personas a la orilla.
Igualmente, dentro del parque se encuentran pumas, guanaco, chingue patagónico y zorro colorado, entre otros.